# Personnummer i Sverige

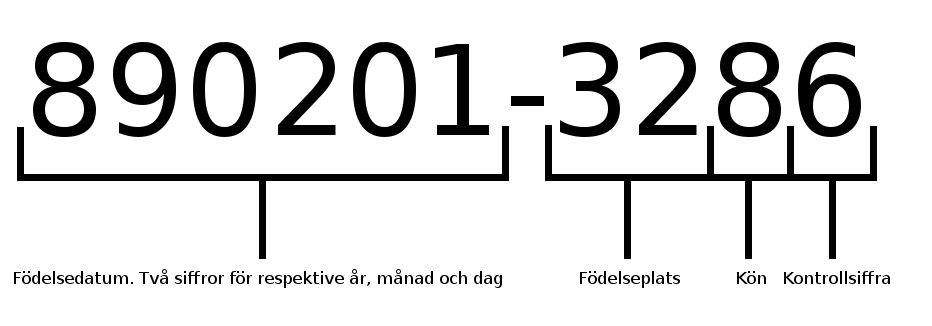
Påhittat personnummer enligt standard före 1990. Numret kan utläsas vara en kvinna född första februari 1989 i Gotlands län.

Personnummer är ett nummer som Skatteverket tilldelar personer folkbokförda i Sverige för att identifiera dem hos bland annat myndigheter. Införandet av en identitetsbeteckning, den första i världen som omfattade ett lands hela befolkning,[källa behövs] genomfördes 1 januari 1947. Den saknade vedertaget namn och kallades både födelsenummer och folkbokföringsnummer. Namnet personnummer stadfästes med 1967 års folkbokföringslag. Tilldelningen av personnummer regleras i folkbokföringslagens §18.

## Historia

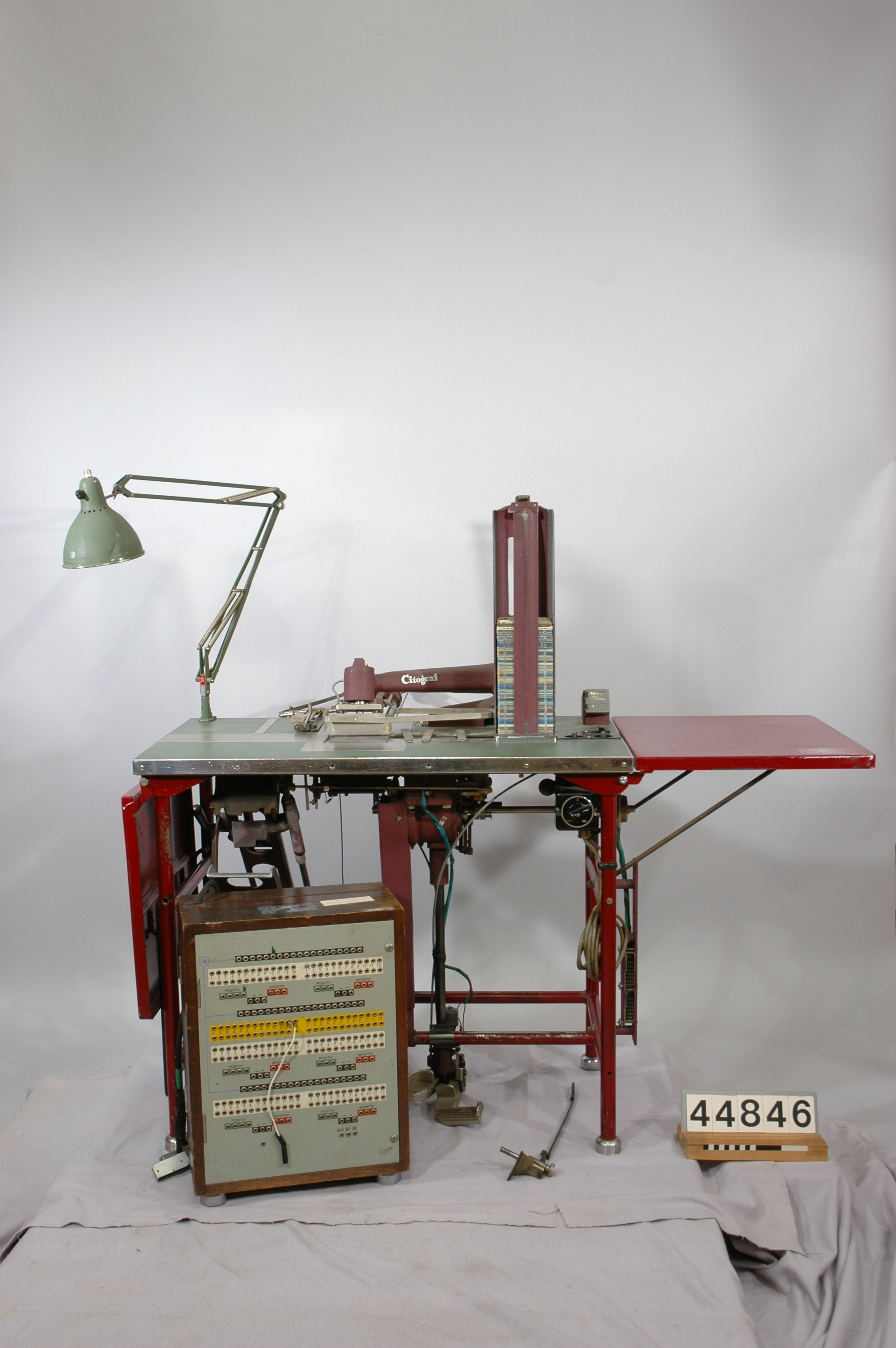
Carl Lamms citograf, med LM Ericssons reläsats i förgrunden var det maskineri som användes då de första tresiffriga födelsenumren infördes.

Källskatten infördes 1 januari 1947, vilket innebar att man nu inte skulle betala skatten  i efterskott utan i samband med att inkomsten kom in. För att klara detta krävdes  ett tillförlitligt och lätthanterligt befolkningsregister. Nu klarade man sig inte längre med kyrkböcker och manuellt förda längder och register. Den stora innovationen blev citografsystemet, ett manuellt register där grunddata om varje person stansades in i aluminiumplåtar.
En nyhet vid uppläggningen av citografregistret var införandet av en unik identitetsbeteckning. Man eftersträvade även att numret skulle vara enkelt för brukaren att minnas. Man förutsatte att de flesta kände till sitt födelsedatum, och lade till tre siffror för att göra det unikt. Formatet sattes till  födelsedatumet (utan siffror för århundradet) ett skiljetecken och de tre siffrorna. För personer födda på 1800-talet var skiljetecknet ett plustecken, och för de födda på 1900-talet ett bindestreck. Detta gjorde att alla registrerade fick en helt unik identifikation, som ingen annan i riket hade.
1968 kompletterades det niosiffriga födelsenumret med ytterligare en siffra, en kontrollsiffra, denna siffra räknas fram med den så kallade Luhn-algoritmen. Detta stärkte säkerheten väsentligt, eftersom man lätt kunde upptäcka felregistrering av någon siffra i födelsenumret vid databearbetning. Siffran skapades automatiskt i hålkortsstansen vid uppläggningsarbetet. Det var också då som identitetsbeteckningen gavs den lagfästa beteckningen personnummer.

## Personnumrets uppbyggnad
Personnumret är uppbyggt av 10 siffror indelade i två grupper om 6 respektive 4 siffror. Grupperna är åtskilda med ett skiljetecken, normalt ett bindestreck (-), men om personen är över 100 år ett plustecken (+).
Exempel:
```
Födelsedatum Kontrollsiffra
    ||||||    |
    811218-9876
           |||
       Födelsenummer
```

De sex första siffrorna består av personens födelsedatum noterat som år (utan sekelangivelse), månad och dag. De tre första siffrorna efter skiljetecknet är personnumrets födelsenummer, som består av ett löpnummer där tredje siffran anger personens kön – jämn siffra för kvinnor och udda för män. Fram till 1990 visade födelsenumrets två första siffror (nästan alltid) vilket län personen fötts. Den sista siffran är en kontrollsiffra som infördes 1968 i samband med att folkbokföringen datoriserades. Om födelsenumren har tagit slut för ett visst datum ges ett personnummer med datumet för efterföljande dag.
Bindestrecket (-) ändras till plustecken (+) det år som personen fyller 100. Därmed kan man skilja på en 1-åring och en 101-åring.
Vid datalagring sparar Skatteverket årtalet i personnumret med fyra siffror, så det totalt blir tolv siffror och ofta utan bindestreck, till exempel 198112189876. Detta gäller enbart vid lagring i ADB-register och behöver alltså inte synas utanför registret. Siffran visas normalt inte på terminalbilder eller utskrifter. Vid utskrift på pass, körkort, försäkringskassans hemsida, mm så används tolv siffror med bindestreck mellan födelsedatum och födelsenummer, till exempel 19811218-9876.

### Födelsenumret
För personnummer utfärdade fram till 1990 anger de två första siffrorna i födelsenumret (siffrorna efter strecket) vilket län personen fötts i (eller var mantalsskriven i den 1 november 1946 då numren började tilldelas). Sedan 1990 tilldelas dock födelsenumren slumpmässigt och utan länsanknytning. Förändringen innebar även att utlandsfödda inte längre hade födelsenummer som började med 93–99, vilket med tiden hade börjat upplevas som känsligt eftersom det kunde orsaka diskriminering. Dock gäller fortfarande regeln att tredje siffran i födelsenumret är udda för män och jämn för kvinnor.
Födelsenumrets födelseplatsangivning i personnummer utfärdade före 1 januari 1990:

- 00–09 Stockholms stad 1946–1967
- 10–13 Stockholms län 1946–1967
- 00–13 Stockholms län 1968–1989
- 14–15 Uppsala län
- 16–18 Södermanlands län
- 19–23 Östergötlands län
- 24–26 Jönköpings län
- 27–28 Kronobergs län
- 29–31 Kalmar län
- 32 Gotlands län
- 33–34 Blekinge län
- 35–38 Kristianstads län
- 39–45 Malmöhus län
- 46–47 Hallands län
- 48–54 Göteborgs och Bohus län
- 55–58 Älvsborgs län
- 59–61 Skaraborgs län
- 62–64 Värmlands län
- 65 Extranummer, om ordinarie länsnummer inte räcker till
- 66–68 Örebro län
- 69–70 Västmanlands län
- 71–73 Kopparbergs län
- 74 Extranummer, om ordinarie länsnummer inte räcker till
- 75–77 Gävleborgs län
- 78–81 Västernorrlands län
- 82–84 Jämtlands län
- 85–88 Västerbottens län
- 89–92 Norrbottens län
- 93–99 Extranummer, om ordinarie länsnummer inte räcker till, samt immigrerade senare än 1946 [källa behövs]

### Kontrollsiffran
Redan när remissyttrandena kom in 1946 påpekades att risken var stor för felskrivningar, och att det var dumt att stryka sekelsiffrorna. Trots att den nya tekniken med hålkort pekade på en framtida mer automatiserad databehandling så dröjde det ända till 1968 innan kontrollsiffran infördes.
För att beräkna kontrollsiffran multiplicerar man de 9 första siffrorna med omväxlande 2 och 1. De respektive siffersummorna (16 har siffersumman 1+6=7) adderas. Om man adderar kontrollsiffran till denna summa ska man få ett tal jämnt delbart med 10.
Denna algoritm utvecklades ursprungligen av Hans Peter Luhn och går därför oftast under benämningen Luhn-algoritmen eller, eftersom han arbetade på och utvecklade den för IBM, även IBM MOD-10. Vitsen är att man alltid ska upptäcka dels om en siffra är fel och även om två närliggande siffror bytt plats. Den användes förutom på svenska personnummer även på kreditkorts-, postgiro-, bankgiro-  och bankkontonummer. Se Luhn-algoritmen för program som kan kontrollera kontrollsiffran i ett personnummer. 
Exempel för personnumret 811218-987f:
```
  
 8  1 1 2 1 8  9 8  7

*  2  1 2 1 2 1  2 1  2

-------------------------

  
 
^
  ^ ^ ^ ^ ^ 
 
^
 ^ 
 
^
 

  
16  1 2 2 2 8 18 8 14
```

Produkterna ska sedan splittras upp och adderas;
1+6+1+2+2+2+8+1+8+8+1+4 = 44
Denna summa subtraheras från närmast högre tiotal, eller från sig självt om den är jämnt delbar med 10. Detta kan beskrivas som en modulus 10-operation: (10 - (44 % 10)) % 10 = 6
Kontrollsiffran f är alltså 6 och hela personnumret blir 811218-9876.

## Andra nummer
Sedan den 1 januari 2000 fastställs personnummer enbart för personer som folkbokförs. Dessförinnan kunde personer som inte var folkbokförda i Sverige få ett så kallat "tilldelat personnummer" ("TP-nummer"). Personer som saknar svenskt personnummer får nu istället ett samordningsnummer för kontakt med svenska myndigheter. Detta ser ut som ett personnummer, men till två sista siffrorna i personens födelsedatum adderas siffran 60, vilket ger ett tal mellan 61 och 91 istället för mellan 01 och 31. En person som är född 3 oktober 1970 får sålunda ett samordningsnummer som börjar på 701063.
Inom svensk vård finns något som kallas reservnummer som är ett tillfälligt identifikationsnummer som används för att koppla samman patient och vårddokumentation när personnummer eller samordningsnummer saknas eller är okänt. De grupper av patienter som behöver någon form av reservnummer är främst vissa nyfödda (dock ej friska nyfödda, vilka dokumenteras i moderns journal), personer som inte är skrivna i Sverige, asylsökande, personer som inte kan uppge sitt personnummer (till exempel på grund av medvetslöshet eller förvirring) och då ID-handling saknas, sådana som inte vet eller vill uppge sitt personnummer, patienter som har rätt till anonym provtagning (enligt förordningen (1986:198) om provtagning för infektion av HIV), samt för patienter där inga andra än remitterande instans skall kunna identifiera patienten..
Företag och andra organisationer i Sverige får ett organisationsnummer som används mot Skatteverket ungefär som personnumret. Personer som driver enskild firma använder sitt personnummer för firman. Alla kvitton som ges till kunder måste innehålla organisationsnummer eller personnummer.
Skatteverket har infört ett särskilt registreringsnummer, även kallat GD-nummer. Detta tilldelas utomlands bosatta med skatteärenden. Det kan vara att de äger fastighet i Sverige, bedriver näringsverksamhet i Sverige, eller har aktier i Sverige för de som bott i Sverige något av de senaste 10 åren och vissa andra fall. Detta nummer tilldelas och används av Skatteverket. För utländska fastighetsägare som vill ha elabonnemang med mera samt svenskt bankkonto för att betala för det, behövs samordningsnummer.
Migrationsverket tilldelar LMA-nummer till asylsökande.

## Problem
I februari 2007 meddelade Skatteverket att personnumren riskerar att ta slut för datumen 1 januari och 1 juli för åren i slutet av 1950-talet och början 1960-talet. De datumen har använts för personer utan dokument. I och med Sveriges inträde i EU flyttar fler och fler personer till Sverige för att arbeta en kortare eller längre tid. Personer födda under första halvan av ett år som inte visste sin exakta födelsedag erhöll tidigare ett personnummer som motsvarade 1 januari det året medan de som var födda under andra halvan fick 1 juli. Andelen svenskfödda som enligt personnumret har 1 januari som sin födelsedag är 0,2 % att jämföra med till exempel 5,7 % av invandrade födda i Syrien och 4,7 % av invandrade födda i Somalia . Personnumren började ta slut för vissa datum omkring 2010 och man har löst det genom att ge ett personnummer för någon eller några dagar senare. Det kan innebära att de får vissa vuxenrättigheter såsom att köpa alkohol någon dag för sent.
Det är problem för personer från övriga EU att få personnummer i Sverige. De måste ha en anställning eller studieplats på universitet för att få det. Men enligt skatteregler och enligt bankregler, måste alla anställda registreras med personnummer, vilket gjort att personer som blivit lovade arbete inte får det. Om de ändå får anställning kan de ofta inte få bankkonto på flera månader, eftersom de måste få personnummer, och efter det id-kort för att få bankkonto, vilket i båda fallen tar god tid för Skatteverket. Bristen på personnummer gör att Skatteverket inte vill ge det till dem som arbetar någon månad i landet. De får samordningsnummer vilket dock innebär begränsningar i rättigheter.

## Återanvändning
I sällsynta fall återanvänds personnummer. Fram till januari 2016 hade cirka 23 000 personnummer återanvänts i Sverige. Statistiska centralbyrån har en lista över dessa nummer. Ett skäl till att återanvända personnummer är den rådande bristen på personnummer för vissa datum.

## Byte av personnummer
Fram till januari 2008 hade strax över 75 000 människor bytt personnummer. De två vanligaste skälen för personnummerbyte är att man fått felaktig födelsedag eller kön registrerat i samband med födelsen, eller att man som invandrare fått felaktig födelsedag registrerad. Könskorrigering och "skyddad identitet" är två mindre vanliga skäl för personnummerbyte.

## Övrigt
Den tidigast födda person som haft personnummer är Johanna Charlotta Johansson, född Lundkvist, som föddes 6 maj 1840 och dog 2 november 1947. När hela svenska befolkningen tilldelades personnummer 1 november 1946, inför införandet 1 januari 1947, fick hon personnumret 400506+140. Plustecknet visar att hon passerat 100 års ålder och att de två första siffrorna därmed avsåg 1840 och inte 1940.
Lagen kräver att banker använder personnummer, bland annat för att de måste rapportera till skattemyndigheten. Det finns dock inget hinder för personer utan svenskt personnummer att öppna konto i Sverige. Man måste då visa en identifikationshandling eller pass som banken tar en kopia på och bevarar.

## Dödsbon
Om tillgångarna i ett dödsbo inte har delats upp mellan arvingarna året efter dödsfallet och dödsboet är skyldigt att deklarera, så erhåller dödsboet ett organisationsnummer från Skatteverket. Ett organisationsnummer för ett dödsbo börjar med 10xxxx-xxxx.

## Samordningsnummer och organisationsnummer
Utlandsfödda svenskar som aldrig varit folkbokförda i Sverige, och tillfälliga besökare från utlandet som har myndighetsärenden kan i vissa fall få ett tillfälligt personnummer, ett så kallat samordningsnummer. Samordningsnumret ser likadant ut som ett vanligt personnummer förutom att talet 60 läggs till datumet. Det vill säga en person som är född 3 oktober 1970 får ett samordningsnummer som börjar på 701063. Företag och organisationer har i Sverige ett organisationsnummer där "månadsnumret" är minst 20, men det har inget med något datum att göra.
Datatekniskt är det nödvändigt med en databasnyckel, ett unikt nummer eller liknande som identifierar en person, annars blir det stor risk för att blanda ihop personer. Om personnummer eller organisationsnummer inte får användas, måste myndigheten eller företaget, till exempel för kundregister ha ett eget nummer (t.ex. kundnummer) för detta ändamål. Även för manuella register (med papper i pärmar) så kan ett nummer behövas i stora register för att hålla ordning på personerna (annars får man sortera på namn, vilket kan skapa förväxlingar), vilket var motiveringen till att införa personnummer 1947.

## Lagar
- 1946 års folkbokföringsförordning (1946:469)
- 1967 års folkbokföringslag (1967:198)
- 1991 års folkbokföringslag (1991:481)